# Malaeimi
Malaeimi – wieś w Samoa Amerykańskim, w Dystrykcie Zachodnim, na wyspie Tutuila. Według danych na rok 2010 liczyła 1182 mieszkańców.